# باشگاه فوتبال کلیترو

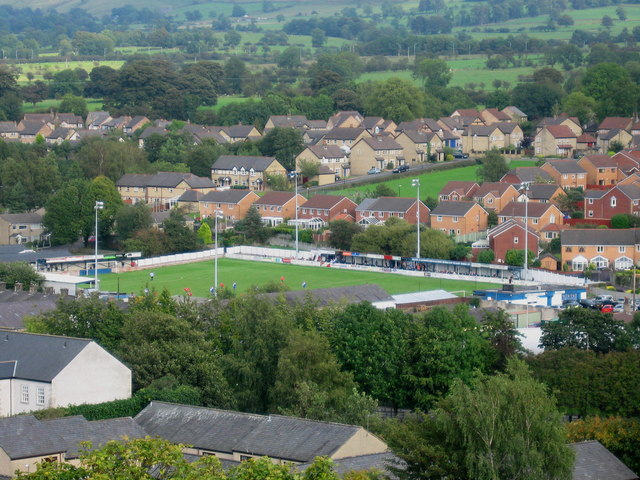
نمایی از باشگاه فوتبال کلیترو

باشگاه فوتبال کلیترو (به انگلیسی: Clitheroe Football Club) یک باشگاه فوتبال در شهر کلیترو، کشور انگلستان است که در سال ۱۸۷۷ میلادی تأسیس شده‌است.